# 後藤裕枝
後藤 裕枝（ごとう ひろえ、1950年 - ）は日本の箏曲家。二代米川敏子、及び米川裕枝（よねかわ ひろえ）としても知られる。
初代米川敏子の次女で、後藤裕枝は本名。東京生まれ。共立女子短期大学卒業。1989年モービル音楽賞（邦楽部門）受賞。1995年芸術選奨文部大臣新人賞。2007年8月に「米川敏子」を襲名。2011年6月、紫綬褒章を受章。2014年度（第71回）日本芸術院賞受賞。